# Красный мост (Вологда)
Кра́сный мост — пешеходный мост в городе Вологде через одноимённую реку. Соединяет улицы Зосимовскую и Добролюбова. Изначально деревянный мост был построен в 1918—1921 годах. В 1970 году был разобран, после чего на том же месте в 1971 году был построен пешеходный железобетонный мост.
Рядом с мостом со стороны Пречистенской набережной находится памятник в честь столетия появления электрического освещения в Вологде.
Летом 2010 года к 863-летию Вологды на опорах моста была установлена подсветка.
11 мая 2018 года произошло обрушение плиты на входной группе моста. При этом никто не пострадал. Место провала было огорожено деревянными щитами и сигнальными лентами. 14 мая УМВД установило патрули у входа на мост, чтобы перекрыть доступ жителям города, которые пытались перейти реку, несмотря на разрушение конструкции. Восстановление моста началось в первых числах июля, на проведение работ было отпущено из бюджета города 17 млн рублей. На мосту были разобраны существующие лестничные сходы и возведены новые. Согласно поручению мэра движение по мосту было восстановлено к 1 сентября, но осталась неисполненной часть отделочных работ. К повторной приемке работ, которая должна была состояться 10 сентября 2018 года, все недоделки было обещано устранить.